# Promieniste
Promieniste (Radiata) – dwuwarstwowe zwierzęta zaliczane do tkankowców właściwych (Eumetazoa) wykazujące symetrię pierwotnie promienistą.
Termin Radiata posiadał w historii klasyfikacji różne znaczenia. Był stosowany do szkarłupni, mimo że należą one do Bilateria, gdyż wykazują symetrię dwuboczną we wczesnych stadiach rozwoju.
Thomas Cavalier-Smith w 1983 zdefiniował podkrólestwo Radiata składające się z typów Porifera, Myxozoa, Placozoa, Cnidaria i Ctenophora, czyli wszystkich zwierząt poza Bilateria.
Klasyfikacja pięciu królestw Lynn Margulis i K. V. Schwartza zachowuje w Radiata tylko Cnidaria i Ctenophora. Klasyfikacje kladystyczne nie uznają Radiata za klad. W tym znaczeniu są to dwuwarstwowce, czyli zwierzęta posiadające dwa pierwotne listki zarodkowe: endodermę i ektodermę. (Użycie Cavaliear-Smitha włącza zwierzęta z jednym listkiem zarodkowym takie jak gąbki.)
Mimo że symetria promienista jest zwykle podawana jako cecha definiujące Radiata, kilku członków gromady Anthozoa, która jest obecnie uznawana za najbardziej bazalną i najstarszą z parzydełkowców, są właściwie dwubocznie symetryczne. Przykładem jest Nematostella vectensis. Nowsze badania wyraźnie wskazują, że symetria dwuboczna powstała przed rozdziałem parzydełkowców i dwubocznie symetrycznych, a promieniście symetryczne parzydełkowce są wtórnie promieniście symetryczne, czyli symetria dwuboczna gatunków takich jak N. vectensis jest pierwotna. Również wolnożyjące planule (larwy) parzydełkowców wykazują symetrię dwuboczną. Żebropławy wykazują symetrię dwupromienistą.
W jednej z klasyfikacji, prezentowanej m.in. przez zespół pod redakcją prof. Czesława Błaszaka (2009), opartej na hipotezie jam ciała i jego symetrii, do Radiata zaliczane są:
- parzydełkowce (Cnidaria),
- myksosporidiowce (Myxozoa)[1].

Żebropławy (Ctenophora) wyróżniane są jako dwupromieniste, choć autorzy zastrzegają, że jest to kwestia dyskusyjna, takiego podziału nie potwierdzają badania filogenomiczne. Żebropławy wykazują natomiast pewne cechy wspólne z trójwarstwowcami.
Pozycja myksosporidiowców jest niejasna. Morfologia i niektóre badania genetyczne oparte na małej podjednostce rybosomu (SSU) wskazują na ich bliskie pokrewieństwo z parzydełkowcami, natomiast pozostałe badania molekularne plasują je u korzeni drzewa Bilateria lub w jego pobliżu.